# Trèo cây Á Âu

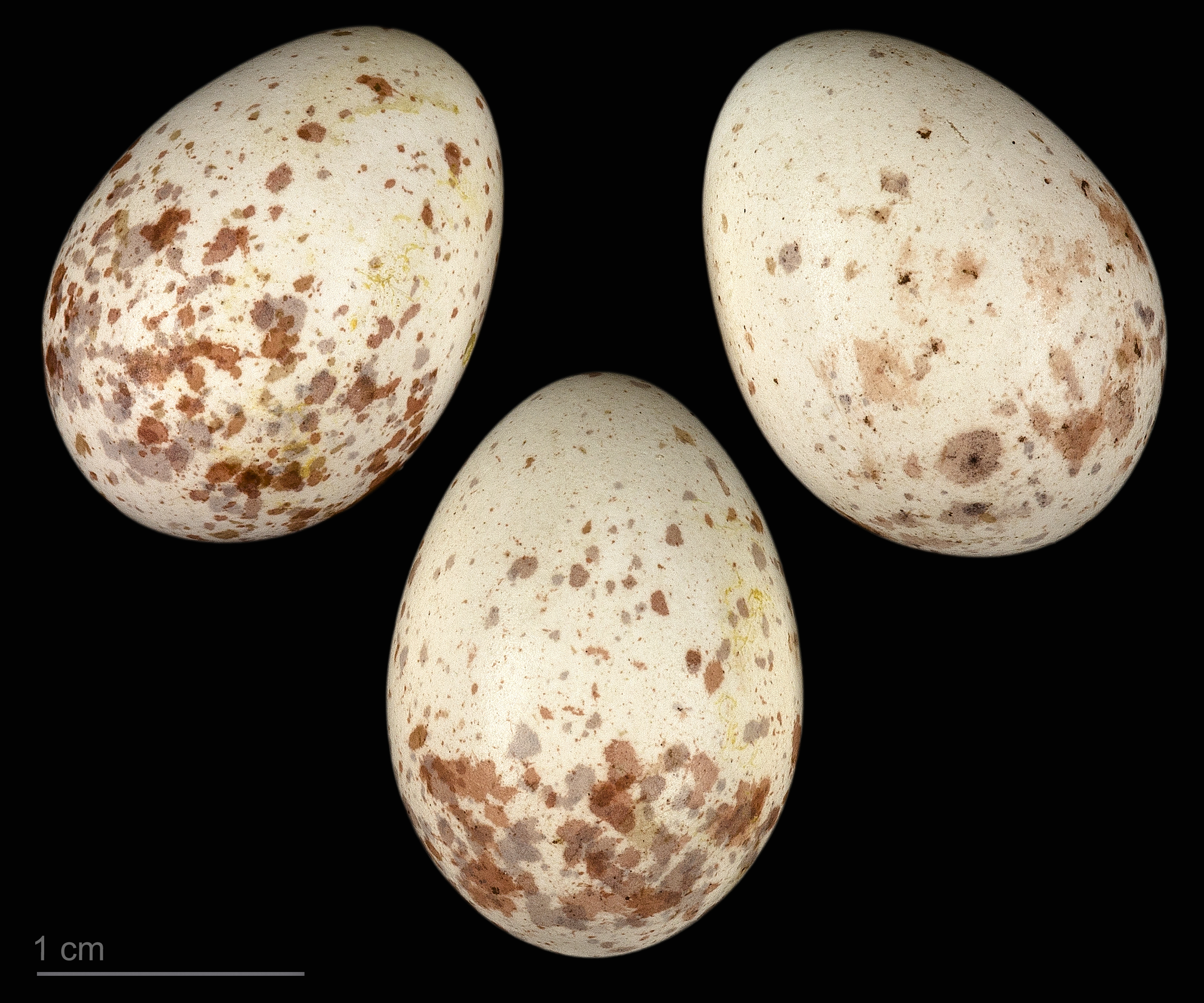
Sitta europaea

Trèo cây Á Âu, tên khoa học Sitta europaea, là một loài chim trong họ Sittidae.
Loài chim này được tìm thấy ở khắp các khu vực ôn đới châu Á và ở châu Âu. Chúng có đuôi ngắn với mỏ dài, trên lưng màu xám xanh biển và sọc mắt đen. 
Cắt hỏa mai là loài kẻ thù tự nhiên săn bắt trèo cây Á Âu.

## Phân loài
- Sitta europaea albifrons Taczanowski 1882
- Sitta europaea amurensis Swinhoe 1871
- Sitta europaea asiatica Gould 1835
- Sitta europaea bedfordi Ogilvie-Grant 1909
- Sitta europaea caesia Wolf 1810
- Sitta europaea caucasica Reichenow 1901
- Sitta europaea cisalpina Sachtleben 1919
- Sitta europaea europaea Linnaeus 1758
- Sitta europaea hispaniensis Witherby 1913
- Sitta europaea levantina Hartert 1905
- Sitta europaea persica Witherby 1903
- Sitta europaea roseilia Bonaparte 1850
- Sitta europaea rubiginosa Tschusi & Zarudny 1905
- Sitta europaea seorsa Portenko 1955
- Sitta europaea sinensis J. Verreaux 1870